# Winter-Paralympics 2022/Teilnehmer (Slowakei)
| stlisierte Goldmedaille | stlisierte Silbermedaille | stlisierte Bronzemedaille |
| ----------------------- | ------------------------- | ------------------------- |
| 3                       | -                         | 3                         |

Die Slowakei nahm an den Winter-Paralympics 2022 in Peking vom 4. bis 13. März 2022 teil.

## Teilnehmer

### Rollstuhlcurling
| Wettbewerb      | Team |
| --------------- | --- |
| Athleten        | |
| Vorrunde        | Vereinigte Staaten (9:3) Norwegen (3:9) Lettland (4:8) Großbritannien (7:3) Südkorea (7:2) Kanada (9:8) China (5:7) Schweden (6:5) Schweiz (8:6) Estland (7:6) |
| Halbfinale      | Schweden (4:6) |
| Spiel um Bronze | Kanada (3:8) |
| Finale          | – |
| Rang            | 4 |